# Glorija Stajnem
Glorija Meri Stajnem (engl. Gloria Marie Steinem; 25. mart 1934) američka je feministkinja, novinarka i društvena i politička aktivistkinja koja je dobila nacionalno priznanje kao liderka i zagovornica feminističkog pokreta kasnih 1960-ih i 1970-ih godina.
Bila je kolumnistkinja za magazin Njujork i osnivačica magazina Ms. Godine 1969, objavila je članak "Posle crnačke moći, žensko oslobođenje", koji joj je doneo slavu kao zagovornici feminizma.